# Cirillo Cerutti
Cirillo Cerutti – włoski strzelec, medalista mistrzostw świata.
Był związany z Turynem. Nie wystąpił nigdy na igrzyskach olimpijskich.
Cerutti zdobył w swojej karierze jeden medal mistrzostw świata. Na mistrzostwach świata w 1898 roku został drużynowym wicemistrzem globu w strzelaniu z karabinu dowolnego w trzech pozycjach z 300 metrów. Indywidualnie zdobył 884 punkty (295 punktów leżąc, 314 klęcząc, oraz 275 stojąc), co było drugim rezultatem we włoskiej drużynie (lepszy wynik miał jedynie Stefano Tirotti). 
Cerutti brał też udział w pierwszych mistrzostwach świata w strzelectwie (1897), jednak w żadnej klasyfikacji nie uplasował się w czołowej trójce (drużynowo Włosi zajęli ostatnie piąte miejsce). 

## Medale mistrzostw świata
Opracowano na podstawie materiałów źródłowych:
| Mistrzostwa | Konkurencja                                     | Wynik                    | Miejsce |
| ----------- | ----------------------------------------------- | ------------------------ | ------- |
| Turyn 1898  | Karabin dowolny, trzy pozycje, 300 m, drużynowo | 4325 punktów (drużynowo) | 2       |